# Vyšný Kubín
Vyšný Kubín (Hongaars: Felsőkubin) is een Slowaakse gemeente in de regio Žilina, en maakt deel uit van het district Dolný Kubín.
Vyšný Kubín telt 642 inwoners.